# Vårens silkesmaskar
Vårens silkesmaskar är en kinesisk stumfilm från 1933. Den regisserades av Cheng Bugao och skrevs av Cai Chusheng och Xia Yan, efter en novell av Mao Dun.

## Handling
Filmen handlar om en fattig silkesfarmarfamilj i Zhejiangprovinsen, som drabbas av stor nöd skörd av silkesmaskskokonger dör. Filmen kritiserar inte bara det feodalistiska och hårda marknadsförhållandet som tvingar in familjen i fattigdom, utan även familjens vidskepelse och själviskhet.
I filmen medverkar Xiao Ying, Yan Yuexian, Gong Jianong, Gao Qianping och Ai Xia.
Idag anses filmen vara en av de första filmerna av 1930-talets vänsterrörelse i Shanghai.